# Patricia Soman
Patricia Soman (sinh ngày 12 tháng 8 năm 1981) là một vận động viên nhảy xa người Bờ Biển Ngà.

## Thành tích
| Năm                      | Giải đấu                 | Địa điểm                 | Thứ hạng                 | Nội dung                 | Chú thích                |
| Representing Bờ Biển Ngà | Representing Bờ Biển Ngà | Representing Bờ Biển Ngà | Representing Bờ Biển Ngà | Representing Bờ Biển Ngà | Representing Bờ Biển Ngà |
| ------------------------ | ------------------------ | ------------------------ | ------------------------ | ------------------------ | ------------------------ |
| 2008                     | African Championships    | Addis Ababa, Ethiopia    | 3rd                      | Long jump                | 6.13 m                   |
| 2008                     | African Championships    | Addis Ababa, Ethiopia    | 5th                      | 4x100 m relay            | 46.64                    |

### Tốt nhất cá nhân
- Nhảy xa - 6,38 m (2003)
- Nhảy xa ba bước - 13,02 m (2003)